# Nadine Bollmeier
Nadine Bollmeier (* 21. Juni 1981 in Lübbecke) ist eine deutsche Tischtennisspielerin. Sie wurde mit Alexandra Scheld dreimal deutsche Meisterin im Damen-Doppel.

## Karriere
Nadine Bollmeier begann als Sechsjährige beim VfL Frotheim mit dem Tischtennissport. Nach einem Jahr in der Oberliga bei TuS Eintracht Minden kam sie zum TuS Bad Driburg, für den sie bereits mit 15 Jahren erstmals in der Tischtennis-Bundesliga antrat. 1999 bestritt sie in der Europaliga gegen Kroatien ihr erstes Länderspiel. Bis 2006 absolvierte sie zwei Länderspiele.
2002 wechselte sie zum SC Bayer 05 Uerdingen. Während ihrer Zeit bei den Krefeldern gewann Bollmeier mit Alexandra Scheld ihren ersten deutschen Meistertitel im Damen-Doppel. Nach einer Zwischenstation 2006/07 bei Fürst-Manderveld/Heerlen in den Niederlanden spielte sie seit 2007 für den MTV Tostedt erneut in der Bundesliga. 2012 schloss sie sich dem TTSV Saarlouis-Fraulautern, 2013 dem Verein TUSEM Essen an. 2017 wechselte sie zu TuS Bad Driburg. Ab 2020 schlägt sie für den Drittligisten DJK Blau-Weiß Annen auf.

## Privat
Nach dem Abitur diente Nadine Bollmeier zunächst als Sportsoldatin in der Sportförderkompanie in Warendorf, bevor sie ein Studium der Sportwissenschaften an der Deutschen Sporthochschule Köln aufnahm und dies Anfang 2008 abschloss. Im August 2015 heiratete sie Bernd Ahrens, einen Tischtennisspieler von TTC Grünweiß Bad Hamm. Danach trat sie weiterhin unter ihrem Geburtsnamen Bollmeier auf.

## Erfolge
- Zweite der Studenten-Weltmeisterschaften im Damen-Einzel: 2006 (Sieg im Halbfinale über Yi-Hua Huang, Niederlage im Endspiel gegen Yu Jingwei)[9]
- Dritte der Studenten-Weltmeisterschaften im Damen-Doppel: 2004 (mit Alexandra Scheld)
- Dritte der Universiade im Damen-Doppel: 2007 (mit Irene Ivancan)
- Dritte der Europameisterschaften im Mädchen-Doppel: 1997 mit Tanja Hofmann
- Deutsche Meisterin im Damen-Doppel: 2003, 2005, 2008 (jeweils mit Alexandra Scheld)
- Dritte der Deutschen Meisterschaften im Damen-Einzel: 2009
- Westdeutsche Meisterin im Damen-Einzel: 2001 und 2015
- Westdeutsche Meisterin im Damen-Doppel: 1997 (mit Christine Mettner), 2003, 2005 (jeweils mit Alexandra Scheld)
- Westdeutsche Meisterin im Mixed: 2000 (mit David Daus)
- Deutsche Meisterin im Juniorinnen-Einzel: 1999
- Deutsche Meisterin im Junioren-Mixed: 1999 (mit Lars Hielscher)
- Deutsche Jugendmeisterin im Mädchen-Einzel: 1998

## Turnierergebnisse
| Verband | Veranstaltung | Jahr | Ort        | Land | Einzel    | Doppel     | Mixed | Team |
| ------- | ------------- | ---- | ---------- | ---- | --------- | ---------- | ----- | ---- |
| GER     | Pro Tour      | 2013 | Stockholm  | SWE  | letzte 32 | Halbfinale |       |      |
| GER     | Pro Tour      | 2013 | Wels       | AUT  | letzte 32 |            |       |      |
| GER     | Pro Tour      | 2012 | Bremen     | GER  | letzte 64 |            |       |      |
| GER     | Pro Tour      | 2011 | Stockholm  | SWE  | letzte 32 | letzte 16  |       |      |
| GER     | Pro Tour      | 2011 | Almería    | ESP  | letzte 64 |            |       |      |
| GER     | Pro Tour      | 2011 | Dortmund   | GER  | letzte 64 |            |       |      |
| GER     | Pro Tour      | 2010 | Warschau   | POL  | letzte 32 |            |       |      |
| GER     | Pro Tour      | 2009 | Warschau   | POL  | letzte 64 |            |       |      |
| GER     | Pro Tour      | 2009 | Bremen     | GER  | letzte 32 |            |       |      |
| GER     | Pro Tour      | 2008 | Berlin     | GER  | letzte 64 |            |       |      |
| GER     | Pro Tour      | 2008 | Salzburg   | AUT  | letzte 32 |            |       |      |
| GER     | Pro Tour      | 2006 | Warschau   | POL  | letzte 32 |            |       |      |
| GER     | Pro Tour      | 2006 | Zagreb     | HRV  | letzte 32 |            |       |      |
| GER     | Pro Tour      | 2005 | Magdeburg  | GER  | letzte 64 |            |       |      |
| GER     | Pro Tour      | 2005 | Zagreb     | HRV  | letzte 64 |            |       |      |
| GER     | Pro Tour      | 2004 | Leipzig    | GER  | letzte 64 |            |       |      |
| GER     | Pro Tour      | 2004 | Aarhus     | DEN  | letzte 32 | letzte 16  |       |      |
| GER     | Pro Tour      | 2004 | Warschau   | POL  | letzte 64 | letzte 16  |       |      |
| GER     | Pro Tour      | 2004 | Kairo      | EGY  | letzte 16 | Halbfinale |       |      |
| GER     | Pro Tour      | 2004 | Kroatien   | HRV  | letzte 16 |            |       |      |
| GER     | Pro Tour      | 2002 | Eindhoven  | NED  |           | letzte 16  |       |      |
| GER     | Pro Tour      | 2001 | Rotterdam  | NED  | letzte 64 |            |       |      |
| GER     | Pro Tour      | 2001 | Bayreuth   | GER  |           | letzte 16  |       |      |
| GER     | Pro Tour      | 1999 | Karlskrona | SWE  | Rd 1      |            |       |      |
| GER     | Pro Tour      | 1999 | Bremen     | GER  |           | Rd 1       |       |      |
| GER     | Pro Tour      | 1998 | Jinan City | CHN  | Rd 1      | Rd 1       |       |      |
| GER     | Pro Tour      | 1997 | Belgrad    | YUG  |           | Rd 1       |       |      |